# Evgeny Kolesnikov
Evgeny Kolesnikov (Taraz; 26 de diciembre de 1985) es un baloncestista ruso que juega de alero actualmente para el PBC CSKA Moscú. Es un jugador completo, pero que se caracteriza generalmente por su tiro exterior.

## Trayectoria
- PBC CSKA Moscú (2002–2004)
- CSK VVS Samara (2004–2005)
- PBC Ural Great (2005–2006)
- Spartak Primorje (2006–2007)
- VEF Rīga (2007–2009)
- Spartak San Petersburgo (2009–2011)
- BC Krasnye Krylya Samara (2011–2013)
- UNICS Kazán (2013–2014)
- Avtodor Saratov (2014–2016)
- Obradoiro Clube de Amigos do Baloncesto (2016)
- BC Avtodor Saratov (2016-2017)
- UNICS Kazán (2017-2021)
- BC Avtodor Saratov (2021-2022)
- PBC CSKA Moscú (2022–)